# Soroti

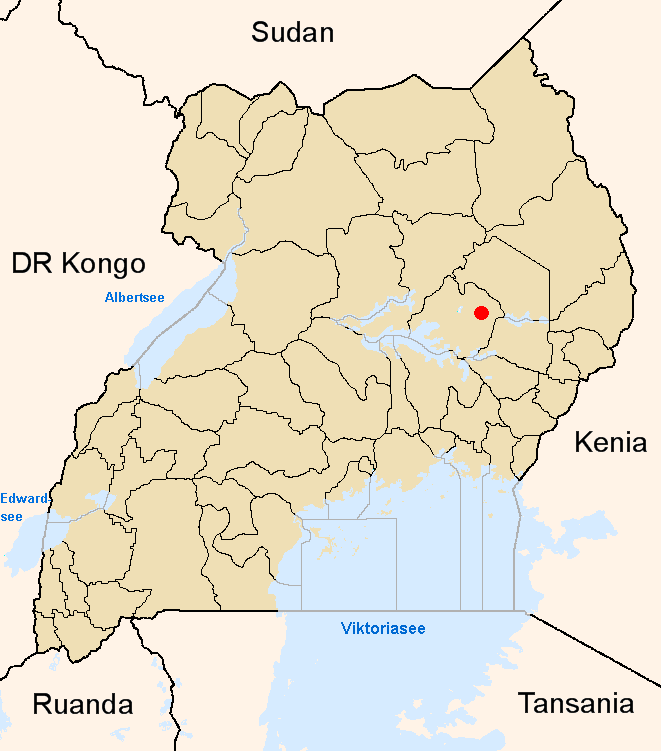
Localização de Soroti no mapa de Uganda

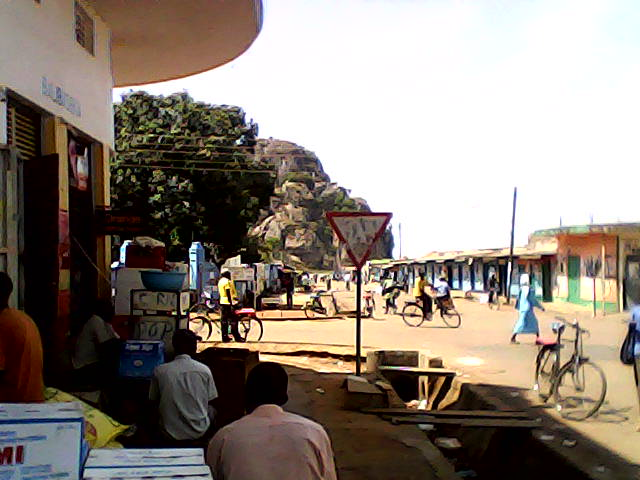
Soroti Rock

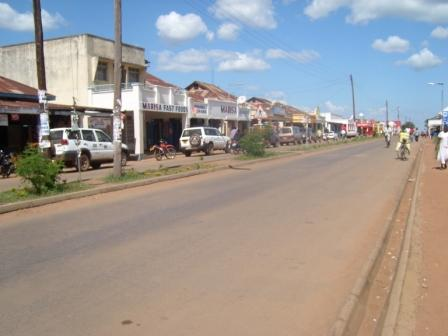
Vista de Soroti

Soroti é uma cidade do distrito de Soroti, na Região Leste de Uganda. A cidade se localiza próximo ao lago Kyoga e é conhecida pela formação rochosa das proximidades, chamada Soroti Rock, bem como pela variedade de mesquitas muçulmanas, templos hindus e templos sikh, além de várias igrejas, entre elas anglicanas e pentecostais. 

## Localização
Soroti está a aproximadamente 112 quilômetros (70 mi), por rodovia, do nordeste da cidade de Mbale. Suas coordenadas são: 1°42'54.0"N, 33°36'40.0"E (Latitude:1.7150; Longitude:33.6111).

## População
O censo populacional de 2002 estimou a população de Soroti em 41.600 habitantes. Em 2010, o Uganda Bureau of Statistics (UBOS) estimou a população em  62.600 pessoas. Em 2011, sua população foi estimada pelo UBOS em 66.000. Em agosto de 2014, o censo nacional populacional calculou a população de Soroti em 49.452 habitantes.

## Atrações e pontos de interesse
As seguintes atrações turísticas ou pontos de interesse de Soroti estão localizadas na cidade ou em suas proximidades:
- Soroti Rock, uma rocha de formação vulcânica, similar à Tororo Rock
- Mercado central de Soroti
- Campus de Soroti da Universidade de Kumi
- Diocese Católica Romana de Soroti